# Bogense
Bogense es una pequeña ciudad portuaria en el norte de la isla de Fionia (Dinamarca), junto al Kattegat. Es la capital del municipio de Nordfyn y pertenece a la región de Dinamarca Meridional. En el año 2013 Bogense tiene una población de 3.750 habitantes. 

## Historia
El primer nombre registrado de la ciudad fue Boknæs, que significa "punta con hayas" y aparece en 1327. 
Desde ca. 1200 ya existía un sitio de cruce de transbordadores entre Klakring (Jutlandia) y Bogense. Hacia finales del siglo XIII Bogense obtuvo los privilegios de ciudad comercial (købstad). Su fértil zona agrícola le valió además ser exportadora de cereales y ganado vacuno. Durante la Edad Media era Bogense una ciudad rica y en crecimiento.
La prosperidad se interrumpió bruscamente en 1575 cuando un incendio redujo la ciudad a cenizas. A pesar de ser reconstruida y recibir privilegios fiscales, Bogense no pudo recuperarse y para mediados del siglo XVII era la ciudad más pequeña de Fionia, con menos de 500 habitantes. Además, la ruta de transbordadores había perdido relevancia debido a la competencia de Strib y Assens, y sería clausurada definitivamente en 1854.
En 1844 se construyó un nuevo puerto, mismo que sería ampliado en 1874 y 1894. La línea de ferrocarril entre Bogense y Odense se inauguró en 1882. Con estas mejoras en las comunicaciones, llegaron a la ciudad algunas industrias y el comercio tuvo cierto repunte, pero Bogense se mantuvo a la zaga entre las ciudades fionianas. El mayor crecimiento ocurrió desde 1900 hasta la década de 1950, cuando se superaron los 3.000 habitantes. En la década de 1960 se canceló la línea de trenes, lo que terminó prácticamente con la industria y produjo un retroceso en la población.
En 1970 se creó el municipio de Bogense. Éste se fusionó en 2007 con otros dos para formar el nuevo municipio de Nordfyn, del que Bogense fue elegida capital. La administración, que desde 1970 es la principal fuente de empleo, ha incrementado su importancia. También hay cierto turismo.